# Рорат Олександр Йосипович
Олекса́ндр Йо́сипович Рорат (1910—1943) — радянський військовик, учасник нацистсько-радянської війни, Герой Радянського Союзу.

## Життєпис
Народився 1910 року в місті Єлець у родині робітників, з 1914-го проживав в сучасному місті Мічурінськ. Закінчив сучасну мічурінську школу № 48. Комсомолець, закінчив 7-річку, працював стругальником на Мічурінському заводі автонасосів.
1941 року мобілізований до РА, від жовтня перебував на фронті. Брав участь у боях за Москву. Від квітня 1943 року брав участь у боях у складі Воронезького та Степового фронтів.
Воював на Курській дузі, 6 липня 1943-го в оборонному бою біля населеного пункту Крутий Лог вогнем зі своєї самохідної гармати Рорат знищив 4 танки противника, за що був відзначений медаллю «За відвагу».
В липні 1943 року направлений за новою технікою на Урал. Побував удома в Мічурінську, відвідав дружину, сина й доньку.
Станом на жовтень 1943 року — навідник гармати 1438-го самохідного артилерійського полку, 2-й Український фронт.
31 жовтня 1943-го біля села Недайвода Криворізького району відбувався запеклий бій за переправи через річку Інгулець, з розрахунку гармати лишилися навідник Олександр Рорат та лейтенант Павло Сорокін — командир САУ. Згідно радянських донесень, їм протистояли 26 танків та самохідних гармат «Фердінанд». Два червоноармійці зуміли підбити під час маневрування 2 танки, 1 САУ та 3 автомобілі з піхотою. Згодом вдалося ліквідувати ще 2 танки й САУ, однак противник зумів прорватися на насип.
В подальшому бою загинув лейтенант Сорокін, був виведений з ладу підйомний механізм. Олександр Рорат повів САУ, що вже палала, на таран.
Похований у братській могилі в селі Недайвода.

## Нагороди та вшанування
- Герой Радянського Союзу (17 травня 1944, посмертно)
- орден Леніна
- медаль «За відвагу»
- в Мічурінську встановлено бюст Олександра Рората
- на будинку в Мічурінську, де він проживав, встановлено меморіальну дошку
- його іменем названо вулицю в селі Недайвода
- навічно зарахований в списки 1-ї роти гвардійського танкового полку.